# Relations entre la Chine et la Russie
Les relations entre la Chine et la Russie commencent formellement en 1619 lorsque les cosaques Ivan Petlin et son compagnon André Mundov, sous le tsarat de Russie, sont reçus à la cour impériale chinoise en tant que représentants du voïvode Kourakine de Tobolsk. Ils ne sont pas reçus en audience et retournent en Russie avec une lettre en chinois de l'empereur Ming Wanli que personne ne peut déchiffrer.
Cependant, avec l'avancée des Russes vers l'extrême-Orient, et la Sibérie, des premiers contacts, souvent éphémères commencèrent entre 1520 et 1585. Dans la Rous de Kiev, et la Russie occidentale, on connaissait la Chine depuis l'Antiquité, notamment par l'existence connue de la Route de la soie, et plus défavorablement par les invasions mongoles, vers la fin du Moyen Âge, avec la figure de Gengis Khan, qui n'était pas chinois, mais Mongol, mais qui connaissait la Chine. En 1689, la Chine vainc la Russie lors d'un conflit frontalier. 
Au XIXe siècle, l'empire russe s'agrandit aux dépens de la Chine impériale à l'issue de la signature de plusieurs traités inégaux avec la dynastie Qing.
Ensuite jusqu'au milieu du XXe siècle les relations entre gouvernements chinois et russes furent marquées par la méfiance et la prudence réciproques, tout en restant essentiellement pacifiques. Les Russes s'intéressent alors principalement au commerce et au développement économique, alors que les chinois sont préoccupés par la protection de leurs frontières et territoires périphériques. Les distances énormes et les difficultés de communications rendent les relations difficiles et rares, une situation qui prend fin avec l'achèvement du chemin de fer Transsibérien au début du XXe siècle.
Après l'arrivée de Mao, les relations se détériorent jusqu'à une rupture sino-soviétique et des confrontations militaires. La normalisation des relations a lieu à partir de 1985.
En Chine, les Russes sont l'une des 56 ethnies ou « nationalités » reconnues par le pouvoir central : il y a entre 15 000 et 25 000 Russes, descendants de Russes arrivés dans le nord de la Chine (Dalian, Port Arthur) entre 1630 et 1890, et qui sont surtout présents dans le nord du pays (ils étaient environ 60 000 en 1958). Lors de la dégradation sino-soviétique ce groupe ethnique subira certaines persécutions qui vont s'apaiser définitivement mi-1989 après la réconciliation avec l’URSS.

## Histoire

### Traités inégaux entre la Chine et l'empire russe
Les traités inégaux signés entre 1858 et 1901, entre la dynastie Qing et l'empire russe ont permis à cet empire d’annexer la partie nord et la côte orientale de la Mandchourie (Mandchourie-Extérieure) qui faisait partie de l’Empire chinois depuis le XIIe siècle, la ville et le port de Vladivostok (auparavant ville chinoise de Haishenwei) ainsi que des territoires correspondant à des parties actuelles du Kazakhstan, du Tadjikistan et du Kirghizistan. Ces annexions sont jugées illégitimes par la Chine mais acceptées en 2004 à la suite de négociations entre les pays concernés,,.

### Relations sino-russes à partir de 1992

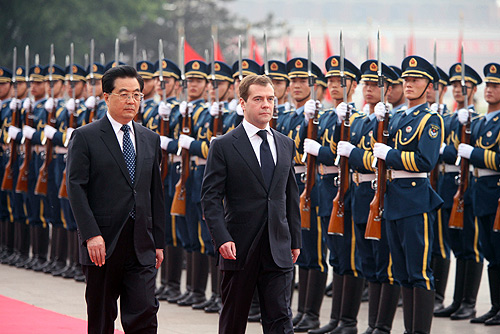
Les présidents russe Dmitri Medvedev et chinois Hu Jintao lors d'une visite en Chine, en mai 2008.

Les relations diplomatiques entre la république populaire de Chine et la fédération de Russie se sont considérablement améliorées après la dissolution de l'Union soviétique et la création de la fédération de Russie en 1991. Selon l'universitaire américain Joseph Nye c'était:  "Avec l'effondrement de l'Union soviétique, que de facto l' alliance des États-Unis et de la Chine a pris fin. Un rapprochement sino-russe a commencé en 1992, avec les deux pays déclarant qu'ils étaient à la poursuite d'un "partenariat constructif "; en 1996, ils ont progressé vers un «partenariat stratégique», et en 2001, ils ont signé un traité "d'amitié et de coopération". À la veille d'une visite d'État à Moscou par le président chinois Xi Jinping, le président russe Vladimir Poutine a fait remarquer que les deux pays ont établi une relation spéciale.   
Les principales étapes de ce rapprochement comprennent les événements suivants. Le 23 décembre 1992, le président russe Boris Eltsine visite pour la première fois la RPC et rencontre Yang Shangkun, établissant des relations mutuelles dans lesquelles les Chinois et les Russes s'accordent à signer des déclarations communes, dont 24 documents et mémorandums d'entente sur la coopération sur un large éventail de questions, y compris la délimitation et les réductions des forces armées près de la frontière sino-russe.
Le 3 septembre 1994, à la fin d'une réunion du sommet de Moscou entre le président Boris Eltsine et le président chinois Jiang Zemin est rendue publique une déclaration commune définissant leurs relations bilatérales comme un « partenariat constructif ». Les deux dirigeants s'engagent à ce que leurs pays ne fassent pas usage des armes nucléaires l'un contre l'autre.
Le 3 mai 1998, les ministères russes et chinois des Affaires étrangères annoncent mettre en place une liaison téléphonique Hotline entre les présidents des deux États. En décembre de cette année, à la fin de la visite du Premier ministre Li Peng à Moscou, la Russie et la Chine publient un communiqué commun en les engageant à construire un « partenariat égal et fiable ». Cette politique vise à limiter l'influence des États-Unis sur la scène politique internationale comme leur principal concurrent sur la scène politique mondiale.
En 2001, la Russie et la Chine fondent l'Organisation de coopération de Shanghai (OCS), rejoints par le Kazakhstan, le Kirghizistan, le Tadjikistan et l'Ouzbékistan, dont l'un des objectifs principaux est de viser à contrer l'influence des États-Unis en Asie centrale. La république populaire de Chine est actuellement un acheteur clé de l'équipement militaire et des licences russes, dont certains ont joué un rôle déterminant dans la modernisation de l'Armée Populaire de Libération. La Chine est également le principal bénéficiaire de l'oléoduc entre la Sibérie orientale et l'océan Pacifique. En décembre 2017, les deux pays se sont engagés à approfondir leur coopération militaire.
La proximité contemporaine entre Russie et Chine est néanmoins questionnée par l'expression de certaines rivalités nationales, notamment sur le plan du transfert de technologie militaire, de l'exploitation des champs d'hydrocarbures en Sibérie ou de l'influence régionale, notamment vers l'Inde, le Pakistan et le Vietnam.

## Relations thématiques
D'après Taline Ter Minassian, professeure d'histoire contemporaine à l'INALCO, « le Kremlin a parfois cherché à utiliser la Chine comme contrepoids à l'Europe et aux États-Unis, mais la relation entre Moscou et Pékin est un mélange de coopération et de compétition. [...] les deux puissances sont également concurrentes pour étendre leur influence en Asie centrale, et la Chine noue des liens économiques avec la Serbie et l'Ukraine ».

### Frontières
Le 29 mai 1994, lors de la visite du Premier ministre russe Viktor Tchernomyrdine à Pékin, les responsables russes et chinois signent un accord sur le système de gestion de la frontière sino-russe destiné à faciliter les échanges transfrontaliers et entraver l'activité criminelle. Le 3 septembre de la même année, un accord de démarcation a été signé fixant la frontière le long d'un tronçon disputé de 55 km de la frontière sino-russe occidentale.
Un accord complémentaire de 2004, entre la république populaire de Chine et la fédération de Russie sur la partie orientale de la frontière sino-russe, où la Russie accepte de transférer une partie d'îlot d'Abagaitu, toute l'île de Yinlong (Tarabarov), environ la moitié de l'île Bolshoy Ussuriysky et quelques îlots adjacents à la Chine. Un différend frontalier entre la Russie et la Chine, depuis l'invasion japonaise de la Mandchourie en 1931, a ainsi été résolu.

### Relations économiques et énergétiques

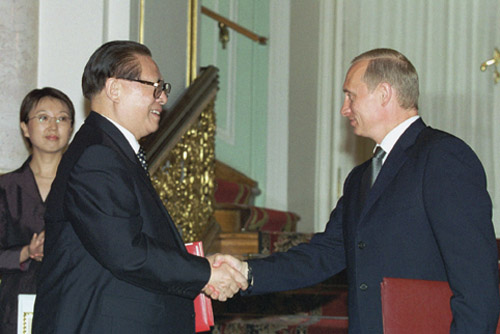
Vladimir Poutine et Jiang Zemin en 2001 après la signature d'un traité d'amitié.

La république populaire de Chine est actuellement l'un des principaux partenaires économiques de la Russie et achète une quantité importante de matériel militaire russe, contribuant à moderniser l'Armée populaire de libération.
Depuis janvier 2011, un oléoduc permet le transport annuel d'environ 15 millions de tonnes de pétrole de la Russie vers la Chine populaire. Toutefois, les négociations entre la Chine et la Russie au sujet de deux autres oléoducs se heurtent à un désaccord sur les prix.  La Russie est également impliquée dans la construction de réacteurs nucléaires à Tianwan.  
En octobre 2011, lors d'une conférence de presse conjointe à l'issue de pourparlers avec les autorités chinoises, Poutine annonce que son pays coopérera avec la Chine dans des secteurs de pointe, tels que la fabrication des avions, la nanotechnologie, la biotechnologie, l'informatique, et la médecine.
En mai 2014, la Chine et la Russie signent un accord gazier d'une valeur de 400 milliards de dollars. Cet accord consiste en une livraison de 38 milliards de mètres cubes de gaz à la Chine par la compagnie énergétique Gazprom, pour une période de 30 ans. Le gaz, provenant de la Sibérie, sera acheminé par un gazoduc (Force de la Sibérie) d'environ 4 mille kilomètres de long. Les coûts reliés à la construction des infrastructures nécessaires s'élèveront à environ 27 milliards d'euros. Cette signature représente la plus grande transaction jamais effectuée entre les deux pays. L'acheminement de ce gaz à la Chine lui permettra d'avoir une nouvelle source d'approvisionnement énergétique pour contrebalancer sa consommation importante de charbon, réduisant ainsi son émission de CO2 dans l'atmosphère, et améliorant du même coup la santé publique chinoise.
Dans la stratégie de « dé-dollarisation » de la Russie, les échanges avec la Chine jouent un rôle primordial. La Chine est le premier partenaire commercial de la Russie, destinataire de 15 % de ses exportations. Ainsi, au quatrième trimestre 2020, seulement 11 % des marchandises russes exportées vers la Chine ont été payées en dollars, pour 83 % en euros. La monnaie européenne est celle qui profite le plus de ce changement. L’euro a été utilisé pour 36 % des paiements à l’export de la Russie.

### Coopération en matière de politique étrangère et en matière de défense
Après l'embargo sur les armes imposé par les gouvernements occidentaux à la Chine qui ont suivi la répression des manifestations de la place Tian'anmen en 1989, la Chine est devenue rapidement le premier client pour les exportations militaires russes, représentant 25 à 50 % des ventes de matériel militaire de la Russie. À partir des années 2010, la Chine devient moins dépendante de ces importations, car elle a développé ses propres capacités productives.

#### Positionnement vis-à-vis des États-Unis et de l’OTAN

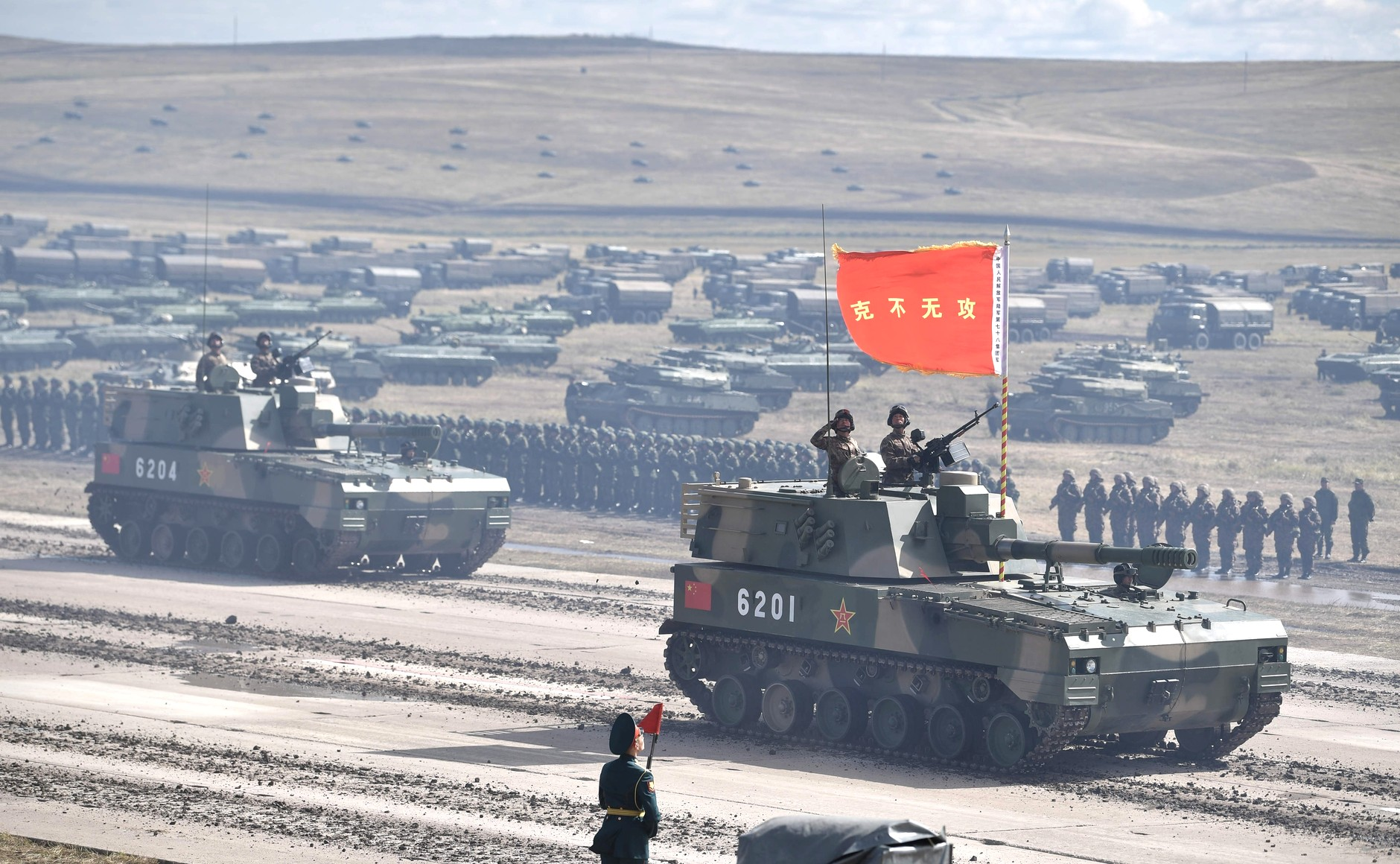
Un PLZ-07, canon de 122 mm, lors de Vostok 2018.

En 2014, lors de l'annexion de la Crimée par la Russie, la Chine s'était abstenue de prendre position. Par la suite, elle prépare d'importants investissements dans l'ancienne péninsule ukrainienne.
En septembre 2018, la Russie accueille les armées de la Chine et de la Mongolie dans le cadre de l'exercice militaire Vostok 2018,  faisant d'eux les deux premiers pays en dehors de l'ancienne Union soviétique à participer à un exercice militaire commun de grande ampleur.  Les manœuvres rassemblent trois cent mille soldats, 36 000 chars, 1 000 avions, et 80 navires et sont interprétées comme un message adressé à l'OTAN,. 
La Russie et la Chine mènent du 9 au 13 août 2021 un exercice militaire conjoint, Zapad Interaction-2021, qui réunit plus de 10 000 soldats.
Avant l'invasion de l'Ukraine par la Russie en février 2022, Wang Yi, ministre chinois des Affaires étrangères, déclare à la Munich Security Conference que « la souveraineté, l'indépendance et l'intégrité territoriale de tous les pays doivent être respectées et défendues », sans exception,. Le 4 février 2022, la Chine et la Russie publient un communiqué appelant à la fin des élargissements de l’OTAN, organisation perçue comme fer de lance de l’influence américaine. La critique s'étend également au pacte AUKUS, conclu entre l'Australie, les États-Unis et le Royaume-Uni. 
Le 23 février 2022, la Chine annonce - sans pour autant approuver les actions russes - ne pas soutenir les sanctions américaines et occidentales contre la Russie, estimant qu'elles ne constituent pas un moyen de résoudre la crise.
Par la suite, le narratif des commentateurs chinois sur l'invasion de l'Ukraine marque une forte convergence avec la Russie, imputant les tensions aux velléités expansionnistes de l'OTAN, et parlant de « libération du Donbass » et d' « opération militaire spéciale ». Dans cette présentation des événements, Washington intensifie et prolonge le conflit avec des transferts d'armes massifs pour affaiblir à la fois la Russie et la Chine. Selon Yan Xuetong, un éminent spécialiste chinois des relations internationales à l'université Tsinghua, en accord avec la version officielle des événements approuvée par Xi Jinping, Pékin ne peut pas soutenir l'Ukraine car elle doit garder Moscou comme partenaire pour contrer la puissance de Washington à l'échelle mondiale.